# Los Mazos
Los Mazos (oficialmente y en asturiano: El Mazo) es un lugar perteneciente a la parroquia de Boal, en el concejo de Boal, comarca de Eo-Navia, Principado de Asturias, España.
Cuenta con una población de 49 habitantes (INE, 2013), y se encuentra a unos 330 m de altura sobre el nivel del mar. Dista unos 2,5 km de la capital del concejo, tomando desde esta la carretera regional AS-12 en dirección a Navia.
En Los Mazos se encuentran la Casa de la Apicultura y la oficina de turismo del concejo de Boal, así como la casa palacio Casa de Los Mazos, anterior al siglo XVIII, con capilla de ese siglo, perteneciente a los Méndez Villamil (Casa de Calceiro).